# Михельсон, Всеволод Альбертович
Все́волод Альбе́ртович Михельсо́н (18 (31) марта 1911, Варшава, Царство Польское, Российская империя — 20 января 1997, Краснодар, РСФСР) — советский учёный-филолог, доктор филологических наук, профессор, заведующий кафедрой русской литературы Краснодарского государственного педагогического института.

## Биография
Родился 18 марта (31) 1911 года в Варшаве, Царство Польское, Российская империя.
В 1928 году завершил учёбу в средней школе в городе Краснодар. В 1931 году окончил историко-филологический факультет Краснодарского государственного педагогического института. Затем поступил в аспирантуру по кафедре русской литературы Московского государственного педагогического института имени В. И. Ленина, которое окончил в 1934 году.
В 1935 году начал работать в Краснодарском педагогическом институте. В июне 1942 года успешно защитил кандидатскую диссертацию на тему «Проблемы лирики Лермонтова» в Одесском государственном университете, эвакуированном в Майкоп (Адыгейская автономная область).
В 1942 году окончил курсы младших лейтенантов, затем Военный институт иностранных языков. Служил военным переводчиком в 16-й гвардейской воздушно-десантной бригаде. Воевал на Карельском фронте. С января по апрель 1945 года участвовал в боях под Бреслау (ныне Вроцлав). В октябре 1945 года демобилизовался. Награждён Орденами Красного знамени, Красной Звезды, Отечественной войны II степени и медалями.
Вернулся к преподавательской деятельности в Краснодарском пединституте. Защитил докторскую диссертацию по теме русского путевого очерка XVIII и первой половины XIX века.
Написал книги «А. П. Чехов», «И. А. Гончаров и колониальный вопрос», «Путешествие» в русской литературе" и десятков статей. Был одним из инициаторов создания журналов «Кубань», «Филология», входил в редколлегию этих изданий. Принял участие в создании учебников литературы для адыгейских школ.
Более 20 лет заведовал кафедрой русской литературы в Краснодарском пединституте.
Скончался 20 января 1997 года в Краснодаре.

## Награды и звания
- Орден Красного знамени
- Орден Красной Звезды
- Орден Отечественной войны II степени
- Профессор